# Imparfinis schubarti
Imparfinis schubarti är en fiskart som först beskrevs av Gomes, 1956.  Imparfinis schubarti ingår i släktet Imparfinis och familjen Heptapteridae. Inga underarter finns listade i Catalogue of Life.